# Martschuk
Der ukrainische Nachname Martschuk ist vom Vornamen Marko abgeleitet ist.

## Bedeutung
Martschuk ist etymologisch mit Konzepten wie Stärke und Schutz verbunden. Der Name leitet sich vom ukrainischen Wort martschuk ab, das häufig mit Begriffen wie Beschützer oder Starker in Verbindung gebracht wird. 
Diese Bedeutung weist Parallelen zum deutschen Wort Hammer auf, das für Kraft und Widerstandsfähigkeit steht. Beide Namen vermitteln Konzepte von Stärke und Durchsetzungsvermögen, wodurch sich eine ähnliche konnotative Bedeutung zwischen Marchuk und Hammer herstellen lässt.

## Namensträger
- Guri Iwanowitsch Martschuk (1925–2013), russischer Mathematiker
- Iwan Martschuk (* 1936), ukrainischer Maler
- Jewhen Martschuk (1941–2021), ukrainischer Politiker, Ministerpräsident der Ukraine
- Sergei Wassiljewitsch Martschuk (1952–2016), sowjetischer Eisschnellläufer